# Todi Jónsson
Todi Adam Jónsson (Vejle, 2 febbraio 1972) è un ex calciatore faroese, di ruolo attaccante.

## Carriera

### Club
Jónsson iniziò la carriera con le maglie di KÍ Klaksvík e B36 Tórshavn, per poi passare ai danesi del Lyngby. Passò al Copenaghen nel 1997, quando il club fu acquistato da Flemming Østergaard. Vi giocò fino al 2005 e, successivamente, fu inserito dai tifosi della squadra nella Hall of Fame del club.
Passò poi ai norvegesi dello Start, per cui debuttò nella Tippeligaen il 25 luglio 2005, sostituendo Benjamin Wright nella sconfitta per 2-0 sul campo del Lillestrøm. Il 3 agosto segnò la prima rete, permettendo il pareggio per 1-1 contro il Lyn Oslo.
Nel 2007, l'attaccante tornò in Danimarca, per giocare nel Fremad Amager. Nel 2009 tornò al KÍ Klaksvík, dove chiuse la carriera al termine della stagione.

### Nazionale
Jónsson collezionò 45 presenze per le Fær Øer, con 9 reti all'attivo. Detenne il record come miglior marcatore della storia della Nazionale, finché non fu superato da Rógvi Jacobsen. Finora, è l'unico calciatore faroese ad aver segnato una tripletta con la sua selezione, riuscendoci l'11 ottobre 1995, contro San Marino.
Lasciò la nazionale nel 2001, per concentrarsi solo sulle sue squadre di club. Giocò altre 2 partite per il suo Paese, però, nel 2005.

## Palmarès

### Club

#### Competizioni nazionali
- Campionato faroense: 1

KÍ Klaksvík: 1991
- Campionato danese: 3

Copenhagen: 2000-2001, 2002-2003, 2003-2004
- Coppa di Danimarca: 1

Copenhagen: 2003-2004
- Supercoppa di Danimarca: 2

Copenhagen: 2001, 2004

#### Competizioni internazionali
- Royal League: 1

Copenhagen: 2004-2005